# Де Варенн

Герб дому де Варенн

Варенн (де Варенн; англ. de Warenne) — англійський шляхетний рід нормандського походження в Середні віки. Наприкінці XI — першій половині XII століття дім де Варенн був найбільш знатною і багатою аристократичною сім'єю в Англії. Його представники носили титул графів Суррея, брали активну участь в нормандському завоюванні Англії, громадянській війні 1135–1154 років і рухах баронів на початку та в середині XIII століття, причому в більшості випадків дім де Варенн виступав на боці правлячого монарха. Основні володіння роду розташовувалися в Норфолку. Крім того Варенам належав суссекський Рейп Льюїс, землі в Південному Йоркширі, а пізніше були придбані володіння в Лінкольнширі і валлійських марках. Пряма чоловіча лінія династії присіклася в 1147, проте дещо пізніше прізвище де Варенн взяли нащадки дочки останнього графа Гамеліна Плантагенета, єдинокровного брата короля Генріха II. Лінія Плантагенет-Варенн вимерла в 1347, після чого володіння та титули графів де Варенн успадкував шляхетський дім Фіцаланів.

## Походження

Манори і замки дому де Варенн в Англії наприкінці XI століття (за даними «Книги Страшного суду»)

Засновником будинку де Варенн був Вільгельм де Варенн (†1088), син якогось нормандського лицаря Родульфа (Ральфа) і Емми, за однією з версій, троюрідної племінниці Гуннори, дружини Річарда I, герцога Нормандії. Вільгельм де Варенн брав участь у придушенні заколоту нормандських баронів у 1052–1054 рр.., за що отримав від герцога Вільгельма II значні земельні володіння в Верхній Нормандії і замок Белланкомбр на річці Варенн на території сучасного департаменту Приморська Сена. З цієї річки рід Вільгельма і отримав свою назву де Варенн.
Вільгельм де Варенн був близьким соратником герцога Вільгельма II і брав активну участь в нормандському завоюванні Англії 1066, в результаті якого Варенн отримав великі земельні володіння в різних частинах Англії. За даними «Книги Страшного суду» у 1087 році Вільгельм де Варенн був одним з найбільших землевласників Англійського королівства. Центрами його володінь були замки Льюїс в Суссексі, Касл-Акр в Норфолку і Конісборо в Йоркширу. Крім того, незадовго до своєї смерті Вільгельм отримав титул графа Суррея, який став спадковим дому де Варенн. Згідно з середньовічним легендам дружиною Вільгельма де Варенн була Гундреда, дочка Вільгельма Завойовника, проте в наш час[коли?] ця версія відкинута.

## Основні представники

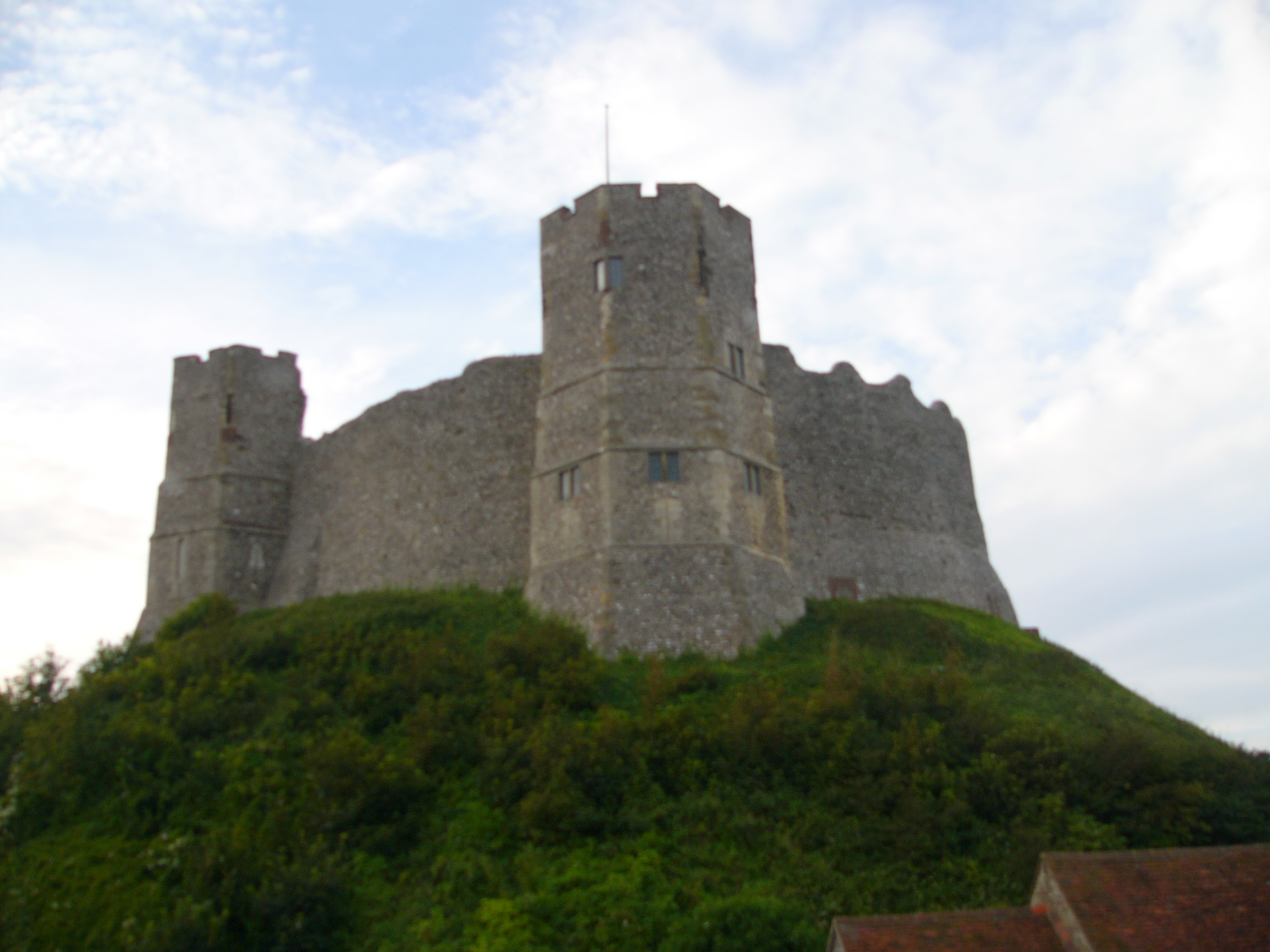
Замок Льюїс, заснований Вільгельмом, 1-м графом де Варенн

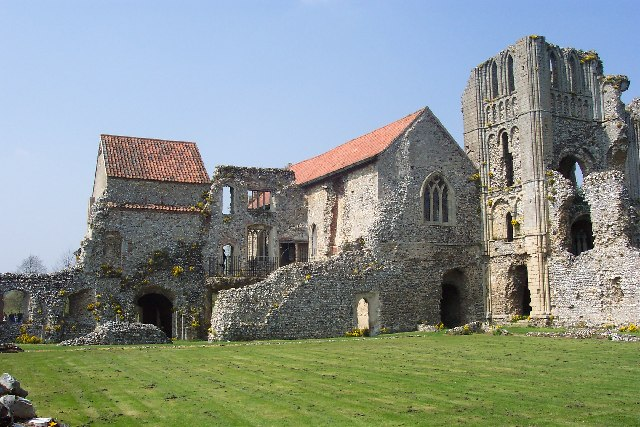
Монастир Касл-Акр, заснований Вільгельмом, 1-м графом де Варенн

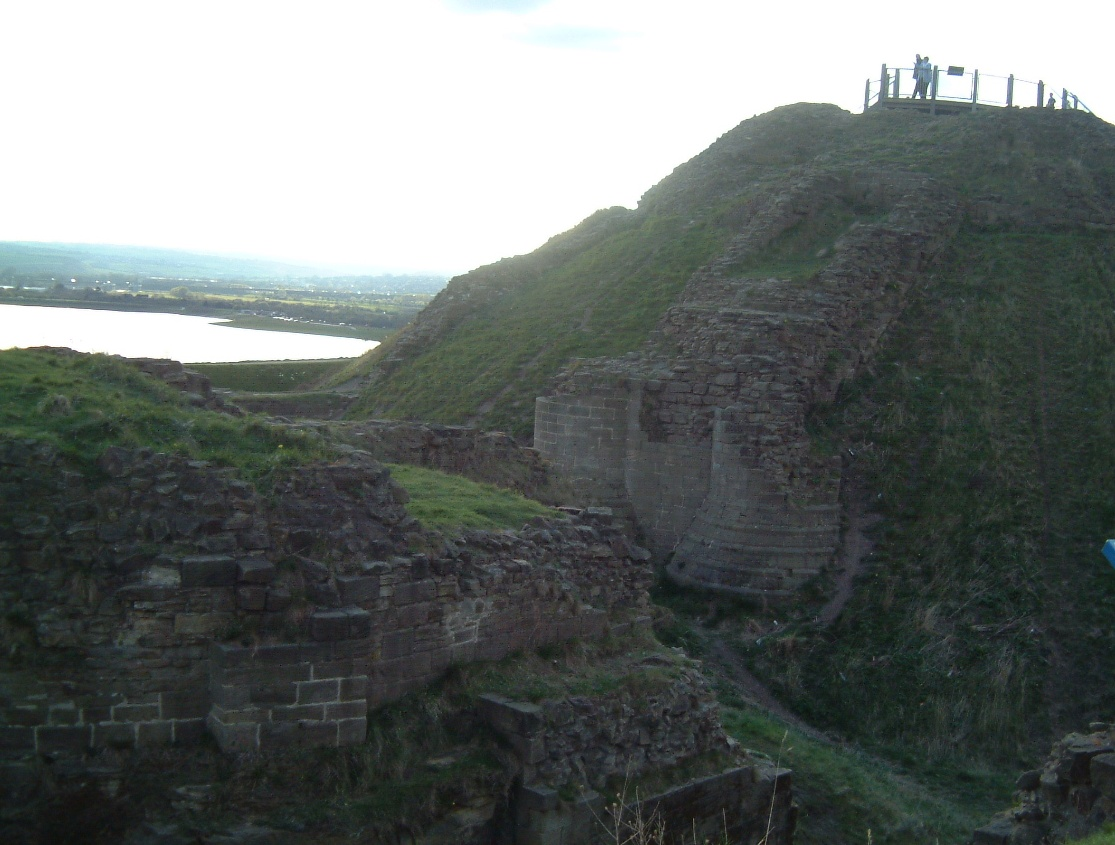
Руїни замку Сандал, заснованого Вільгельмом, 2-м графом де Варенн

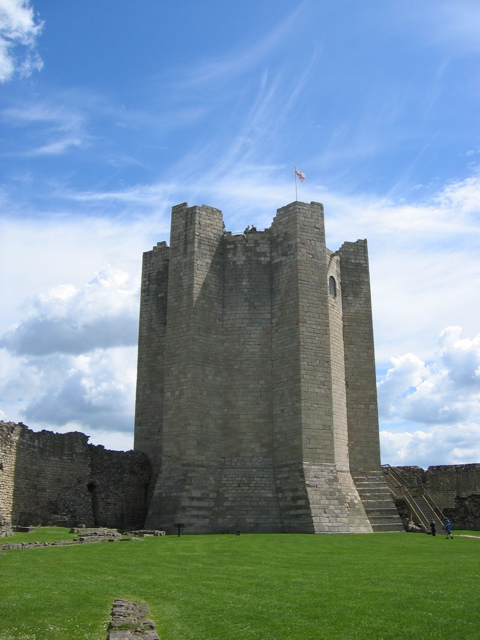
Донжон замку Конісборо, заснованого Гамеліном де Варенн

Вже за часів Вільгельма де Варенн, 1-м графі Сурреї, дім де Варенн був одним з наймогутніших, знатних і багатих англо-нормандських дворянських родів. За деякими сучасними оцінками, Вільгельм де Варенн був найбагатшою людиною за всю історію Великої Британії. Його старший син, Вільгельм де Варенн, 2-й граф Суррей (пом. 1138), займав провідні позиції при дворі королів Вільгельма II і Генріха I, брав участь у битвах при Таншбре (1106) і Бремюле (1119) і значно розширив володіння Вареннів в Нормандії. Більш того, в 1118 у він одружився з Елізабет де Вермандуа, внучкою французького короля Генріха I, що істотно зміцнило престиж і вплив роду де Варенн. Дочка 2-го графа Суррея і Елізабет де Вермандуа, Ада де Варенн († 1178) стала дружиною шотландського принца Генріха Гантінгдонського і матір'ю королів Шотландії Малькольма IV і Вільгельма I Льва. Вільгельм де Варенн, 3-й граф Суррей († 1148), брав активну участь в громадянській війні в Англії між прихильниками Стефана Блуаського і імператриці Матильди, причому Варенн був одним із найвірніших соратників короля. Він очолював один з королівських загонів в битві при Лінкольні (1141), але був розбитий і втік з поля бою. Завдяки шлюбному союзу з родом де Бомон, представники якого домінували при дворі Стефана Блуаський, Варенни ще більше зміцнили своє становище як провідної аристократичної сім'ї Англії.
У 1147 р. Вільгельм де Варенн, 3-й граф Суррей, вирушив у хрестовий похід в Палестину, під час якого був убитий сарацинами. Спадкоємицею володінь і титулів дому Вареннів стала його єдина дочка Ізабелла де Варенн († 1203). Ізабелла була видана заміж королем Стефаном за свого сина Вільгельма де Блуа († 1159), який, однак, незабаром помер, не залишивши потомства. Через чотири роки Ізабелла знову вийшла заміж, цього разу за Гамеліна (†1202), побічного сина Жоффруа Плантагенета і єдинокровного брата англійського короля Генріха II. Гамелін був проголошений графом Суррея і прийняв прізвище де Варенн.
Нащадки Ізабелли де Варенн і Гамеліна Плантагенета продовжували носити прізвище де Варенн і титул графів Суррея до 1347. Після завоювання Нормандії французьким королем Філіппом II Августом в 1204 Варенни позбулися своїх нормандських володінь, але як компенсацію отримали нові землі в Англії — Грантем і Стамфорд в Лінкольнширі. Серед нащадків Гамеліна найбільше значення в англійській історії мав, ймовірно, Джон де Варенн, 7-й граф Суррей († 1304), соратник королів Генріха III і Едуарда I, що боровся проти Сімона де Монфора при Льюісі (1264) і Івшемі (1265), а пізніше керував англійським вторгненням в Уельс в 1282–1284 рр.. і в Шотландію в 1296–1298 рр.. Його онук і спадкоємецьДжон де Варенн, 8-й граф Суррей († 1347) брав участь в русі баронів проти короля Едуарда II і взятті в полон Пірса Гавестона в 1312, проте пізніше повернувся на бік короля і головував на суді проти Томаса Ланкастера.
Зі смертю Джона де Варенн, 8-го графа Суррея, рід Вареннів перервався. Їх земельні володіння перейшли до дому Фіцалан, глава якого, Едмунд Фіцалан († 1326), граф Арунделя, був одружений з Алісою де Варенн († 1338), сестрою останнього графа. Герб де Варенн — золотий і лазуревий шаховий щит-зберігся у складі гербів Фіцаланів і Говардів, графів Арунделя і герцогів Норфолка.

## Генеалогія

### Дім де Варенн
Родульф; дружина: Беатриса або Емма;
1. Вільгельм де Варенн (пом. 1088), 1-й граф Суррей (c 1088); 1-ша дружина (бл. 1070): Гундреда († 1085), 2-га дружина (після 1085): сестра Річарда Гуе;
  1. Вільгельм де Варенн († 1138), 2-й граф Суррей; дружина (1081): Елізабет де Вермандуа († 1131), дочка Гуго Великого, графа Вермандуа;
    1. Вільгельм де Варенн († 1148),3-й граф Суррей ; дружина: Адела де Монтгомері († 1174), дочка Вільгельма III, графа Понтье;
      1. Ізабелла де Варенн (1137–1203), графиня Суррей; 1-й чоловік: Вільгельм де Блуа († 1159), син Стефана Блуаського, короля Англії; 2-й чоловік: Гамелін Плантагенет (пом. 1202), побічний син Жоффруа Плантагенета, графа Анжуйського. Нащадки Ізабелли і Гамеліна взяли прізвище де Варенн. Їх генеалогію див. нижче: Лінія Плантагенет-Варенн.

    2. Реджинальд де Варенн (нар. бл. 1113), спадкоємець нормандських володінь Варенн; дружина: Аліса Вірмгей (?);
    3. Ральф де Варенн;
    4. Гундрада де Варенн († після 1166); 1-й чоловік (бл. 1130): Роджер де Бомон († 1153), граф Уорік; 2-й чоловік: Вільгельм, лорд Кендал;
    5. Ада де Варенн († 1178), чоловік (1139): Генріх Шотландський († 1152), граф Гантінгдон, син Давида I, короля Шотландії;

  2. Едіта де Варенн (р. бл. 1076); 1-й чоловік (бл. 1090): Геральд де Гурне, сеньйор Гурне-ан-Брей († 1104), 2-й чоловік (після 1104): Дре III де Мусі;
  3. Рейнольд де Варенн († до 1118), ймовірний спадкоємець земель під Фландрії.

### Лінія Плантагенет-Варенн
Гамелін Плантагенет (1130–1202), побічний син Жоффруа Плантагенета, графа Анжуйського; дружина (1164):Ізабелла де Варенн († 1203), графиня Суррей, дочка Вільгельма де Варенн, 3-го графа Суррей;
1. Вільгельм де Варенн (1166–1240), 6-й граф Суррей; 1 -а дружина: Матильда д'Обіне († 1216), дочка Вільгельма д'Обіне, графа Арунделя; 2-га дружина: Мод Маршалл († 1248), дочка Вільяма Маршалла, граф Пембрук;
  1. Джон де Варенн (1231–1304), 7-й граф Суррей; дружина (1247): Аліса де Лузіньян († 1256), дочка Гуго X де Лузіньян, графа де ла Маршу;
    1. Елеонора де Варенн (1251–1282/1290); чоловік: Генрі де Персі († 1272);
    2. Ізабелла де Варенн (1253–1296); чоловік (до 1281): Баліол Джон (пом. 1313), король Шотландії;
    3. Вільям де Варенн (1256–1286); дружина (1285): Джоанна де Вер († до 1293), дочка Роберта де Вер, 5-го графа Оксфорд;
      1. Джон де Варенн (1286–1347), 8-й граф Суррей; дружина: Жанна де Бар († 1361), дочка Анрі III, графа де Бар, і Елеонори, дочки Едуарда I, короля Англії;
      2. Аліса де Варенн († після 1338); чоловік (1305): Едмунд Фіцалан († 1338), граф Арунделя;

  2. Ізабелла де Варенн († до 1282); чоловік (1234): Х'ю д'Обіне († 1243), граф Арунделя;
2. Ела де Варенн († після 1220); 1-й чоловік: Роберт Ньюбурнскій; 2-й чоловік: Вільгельм Фіц-Вільям, лорд Спротборо;
3. Ізабелла де Варенн († до 1234); 1-й чоловік: Роберт де Ласі († 1193), 2-й чоловік: Гілберт де л'Егль († 1231), лорд Певенси;
4. Матільда де Варенн († до 1228); 1-й чоловік: Генріх, граф д'Е († 1191), 2-й чоловік: Генріх д 'Естутвіль († до 1236).